# 웨스트민스터교

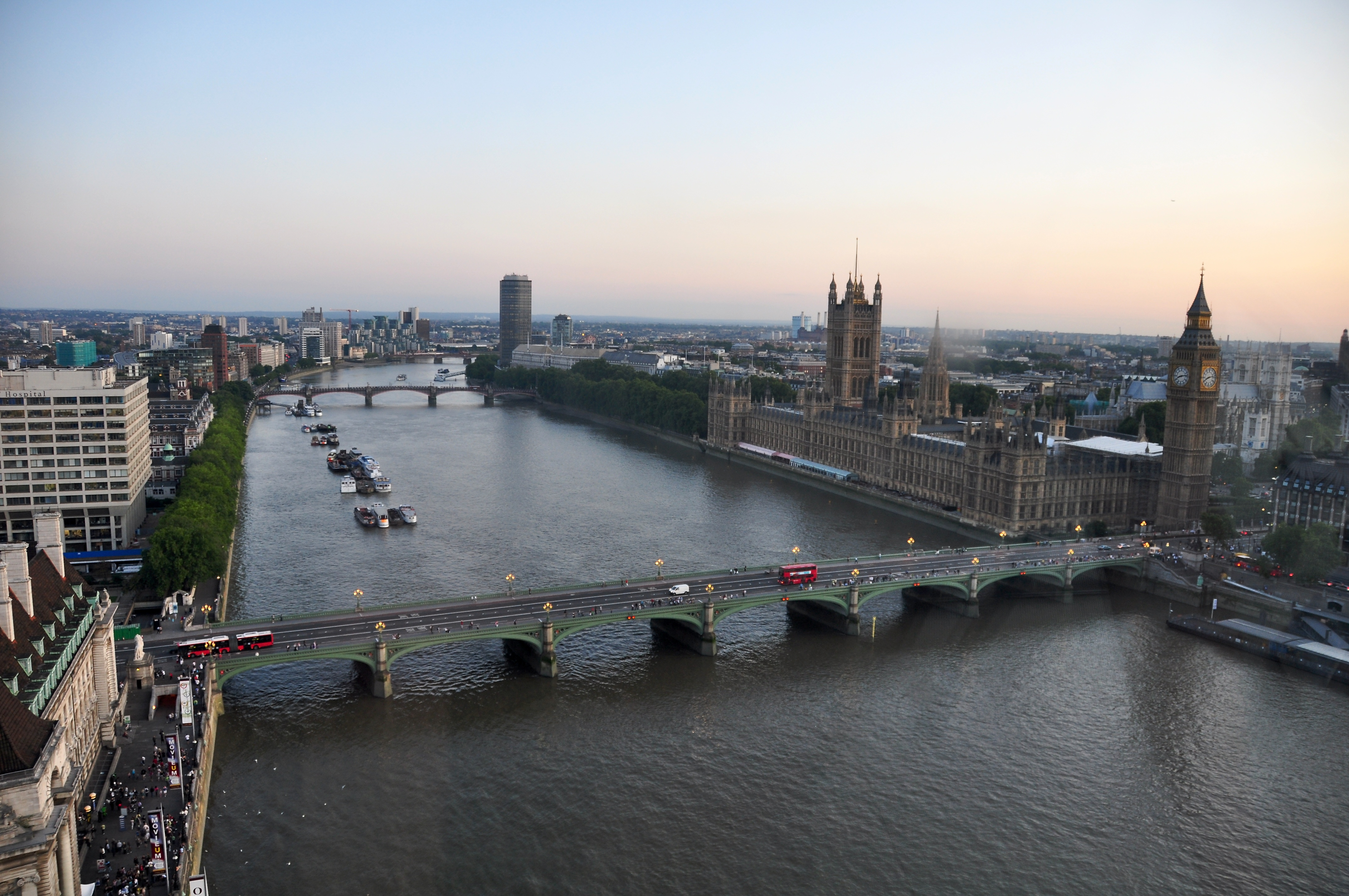
웨스트민스터 브리지

웨스트민스터 브리지(영어: Westminster Bridge)는 영국 런던 템스강 위에 있는 다리이다.